# 薩馬拉區
薩馬拉區（西班牙語：Sámara），是哥斯達黎加的一個區，位於該國西北部瓜納卡斯特省，面積109.51平方公里，是尼科亞半島最重要的旅遊中心，2011年人口3,510，人口密度每平方公里32.05人。